# Oebisfelde

Karte von Oebisfelde (um 1750)

Lange Straße in Oebisfelde vor dem Rathaus

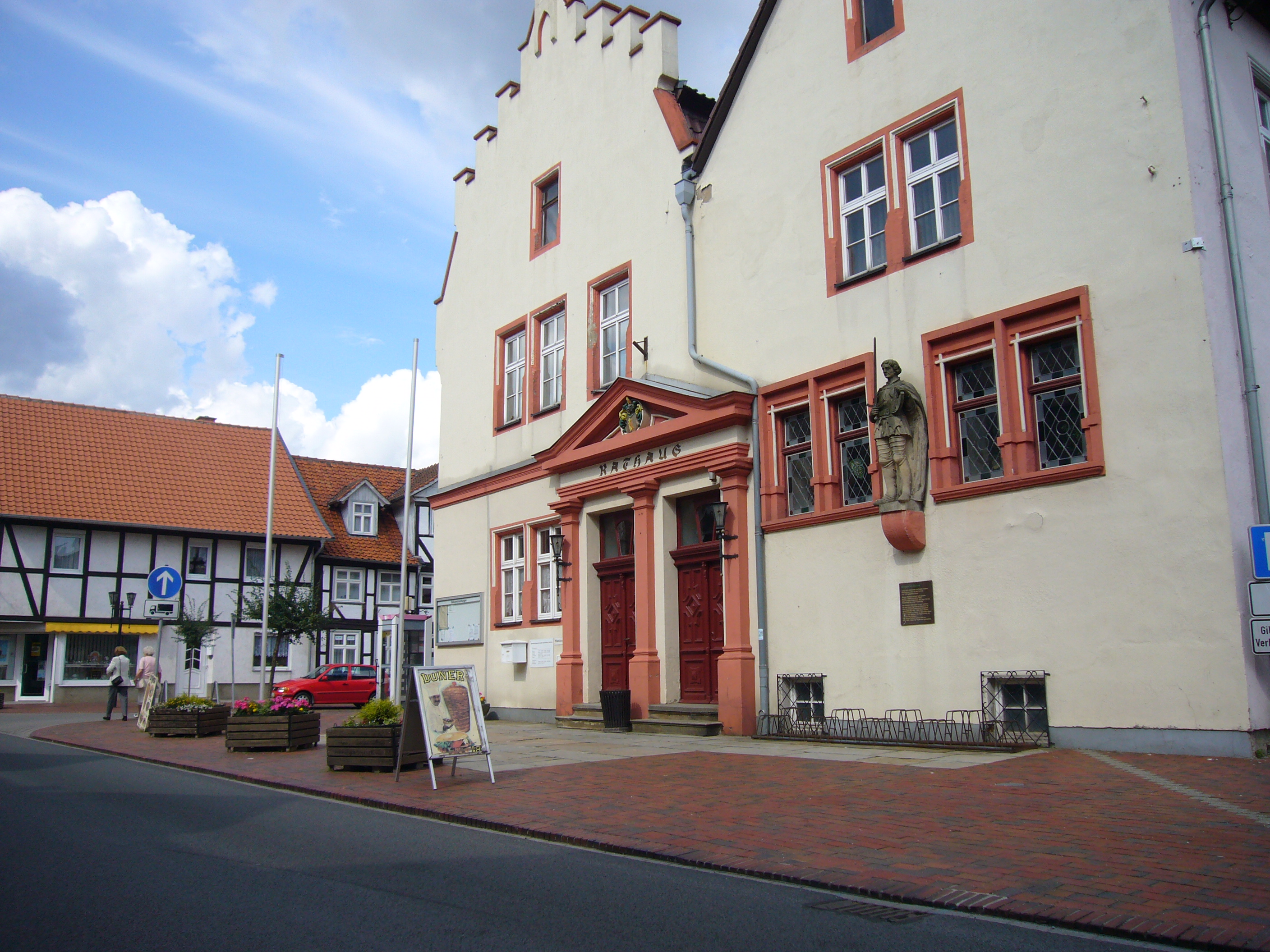
Das Rathaus mit dem Roland

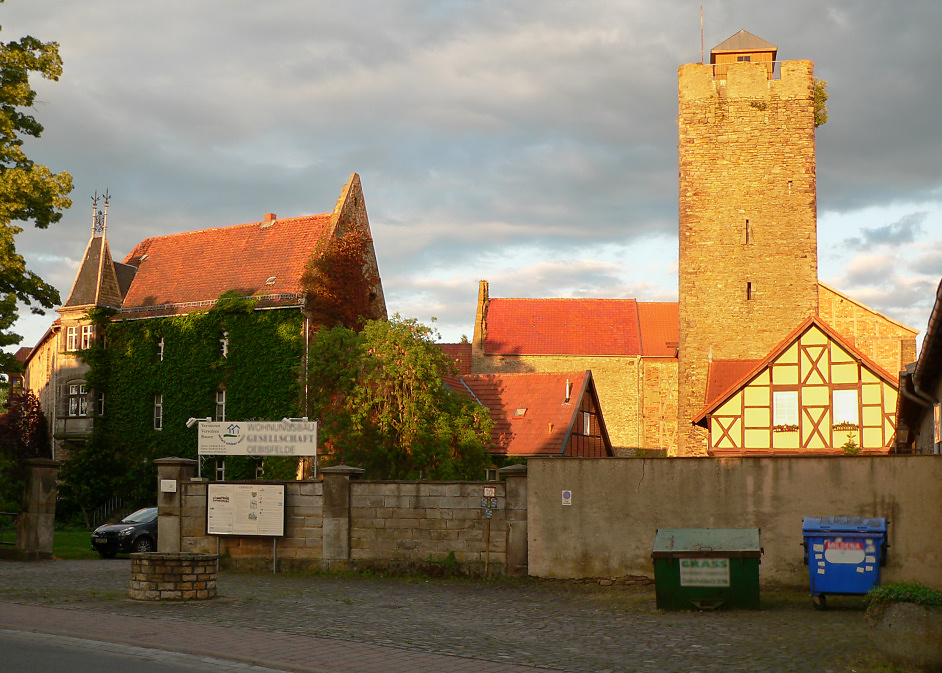
Burg Oebisfelde

Oebisfelde [øːbɪsˈfɛldə] ist ein Ortsteil der Stadt Oebisfelde-Weferlingen im Landkreis Börde in Sachsen-Anhalt. Oebisfelde führt die Bezeichnung Stadt.

## Geographie

### Geographische Lage
Oebisfelde liegt im Westen von Sachsen-Anhalt, unmittelbar an der hier von der Aller gebildeten Landesgrenze zu Niedersachsen, und an der Übergangszone von der Altmark zur Magdeburger Börde. Östlich und nördlich von Oebisfelde befindet sich der Naturpark Drömling.

### Ortschaftsgliederung
Zur Ortschaft Oebisfelde gehören die Ortsteile Oebisfelde, Bergfriede, Breitenrode, Buchhorst, Gehrendorf, Lockstedt, Niendorf, Wassensdorf und Weddendorf. Als Wohnplätze der Ortschaft sind ausgewiesen: Bleuenhorst, Frankenfelde, Hopfenhorst, Lockstedter Drömling, Siedlung, Waldfrieden, Wassensdorf Kolonie, Wassensdorfer Buchhorst und Weddendorfer Buchhorst. Die Ortschaft Oebisfelde hatte am 31. Dezember 2017 insgesamt 7081 Einwohner.

## Geschichte

### Mittelalter und Frühe Neuzeit
Oebisfelde wurde zwischen 1014 und 1073 als Ysfelde erstmals urkundlich genannt. Zu dieser Zeit handelte es sich noch um ein Dorf. 1226 wird von einem Wolbertus de Ousfelde berichtet, 1263 ist die Rede von einem castrum (Burg). In dieser Zeit wird auch die planmäßige Stadtanlage vermutet. Damals wurde auch die St.-Katharinen-Kirche errichtet.
Später hatte die Stadt unter kriegerischen Ereignissen zu leiden, 1547 wurde sie im Schmalkaldischen Krieg mehrfach verwüstet, während des Dreißigjährigen Krieges zogen sich die Bewohner häufig auf verborgene Horste ins Drömlings-Dickicht zurück. Seit 1680 war Oebisfelde als sogenannte Immediatstadt direkt dem brandenburg-preußischen Herzogtum Magdeburg unterstellt und lag bis 1807 im Holzkreis.

### 19. und 20. Jahrhundert
In der Franzosenzeit war Oebisfelde von 1807 bis 1813 Hauptort eines gleichnamigen Kantons im Distrikt Neuhaldensleben des Departements der Elbe im Königreich Westphalen. Nach dem Wiener Kongress kam Oebisfelde wieder nach Preußen, das im Rahmen seiner Verwaltungsreformen 1816 den Landkreis Gardelegen im Regierungsbezirk Magdeburg der Provinz Sachsen einrichtete, zu dem Oebisfelde von da an gehörte.
1910 hatte Oebisfelde 2223 Einwohner und das nördlich gelegene Kaltendorf 1641 Einwohner.
Mit Wirkung vom 1. April 1918 wurden die Stadt Oebisfelde und die Landgemeinde Kaltendorf zu einer neuen Stadtgemeinde „Oebisfelde-Kaltendorf“ vereinigt. Am 5. Juni 1923 wurde der Gutsbezirk Oebisfelde in die Stadtgemeinde Oebisfelde-Kaltendorf „einverleibt“. Am 7. Mai 1938 wurde die Umbenennung der Stadt Oebisfelde-Kaltendorf in „Oebisfelde“ im Amtsblatt bekannt gegeben.

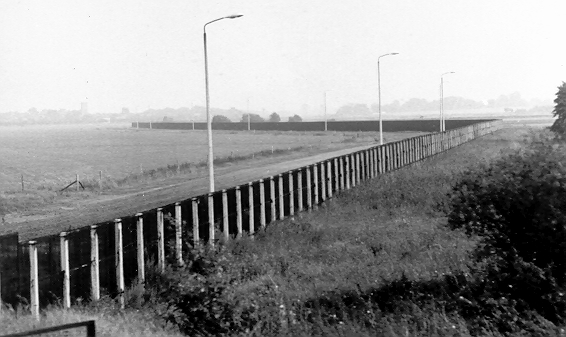
Innerdeutsche Grenze 1970 bei Oebisfelde – vom Interzonenzug aus gesehen

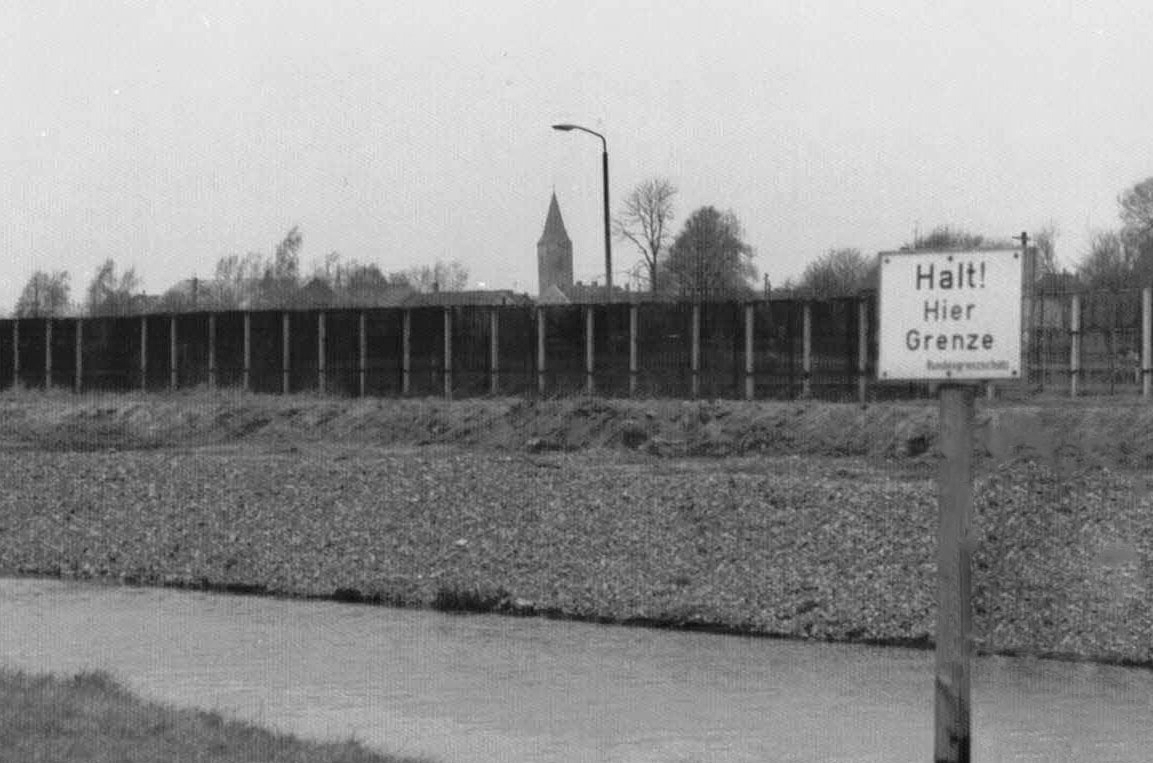
DDR-Grenze bei Oebisfelde um 1978 mit Turm der St.-Katharinen-Kirche

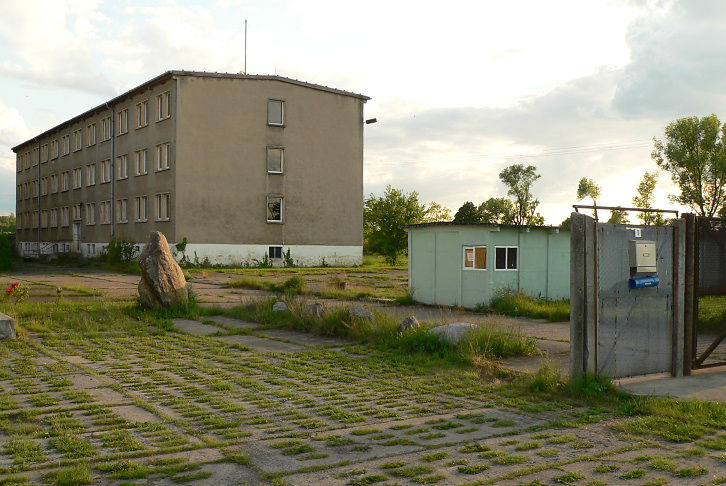
Ehemalige Grenztruppenunterkunft in Oebisfelde-Buchhorst im Drömling

Oebisfelde lag unmittelbar an der Innerdeutschen Grenze im Sperrgebiet der DDR, was mit umfangreichen Grenzsicherungsanlagen und Einschränkungen für die Bewohner und Besucher verbunden war. Im Mai 1952 schloss die DDR den Grenzübergang Büstedt–Oebisfelde für den Straßenverkehr. Am 26. November 1989 wurde die Grenze zwischen Büstedt und Oebisfelde wieder geöffnet. Mit dem Wegfall der Grenze 1990 konnten sich die Bewohner Richtung Westen orientieren, etwa als Arbeitskräfte im nahen Wolfsburg.

### Jüngere Verwaltungsgeschichte
Von 1994 bis zum 1. Januar 2005 war Oebisfelde Sitz der Verwaltungsgemeinschaft Oebisfelde, danach von 2005 bis zum 31. Dezember 2009 Sitz der Verwaltungsgemeinschaft Oebisfelde-Calvörde.
Oebisfelde gehört seit dem 1. Juli 2007 zum Landkreis Börde. Von 1994 bis zum 30. Juni 2007 gehörte es zum Ohrekreis, während es jahrhundertelang als Teil der Altmark galt. Mit der 1994 erfolgten Auflösung des Kreises Klötze wäre Oebisfelde Teil des Altmarkkreises Salzwedel geworden. Der Stadtrat entschied jedoch, dass Oebisfelde in den damaligen Ohrekreis, dessen Kreisstadt Haldensleben näher an Oebisfelde liegt, eingegliedert werden sollte. Vor der 1952 erfolgten Gründung des Kreises Klötze gehörte Oebisfelde zum Landkreis Gardelegen.
Durch einen Gebietsänderungsvereinbarung beschlossen die Gemeinderäte der Stadt Oebisfelde (am 27. Mai 2009), der Gemeinden Bösdorf (am 26. Mai 2009), Eickendorf (am 28. Mai 2009), Etingen (am 26. Mai 2009), Kathendorf (am 19. Mai 2009), Rätzlingen (am 27. Mai 2009), Eschenrode (am 28. Mai 2009), Döhren (am 28. Mai 2009), Hödingen (am 20. Mai 2009), Hörsingen (am 27. Mai 2009), Schwanefeld (am 25. Mai 2009), Seggerde (am 26. Juni 2009), Siestedt (am 28. Mai 2009) und Walbeck (am 28. Mai 2009) und des Fleckens Weferlingen (am 19. Mai 2009), dass ihre Gemeinden aufgelöst und zu einer neuen Stadt Oebisfelde-Weferlingen vereinigt werden. Dieser Vertrag wurde vom Landkreis als Unterer Kommunalaufsichtsbehörde genehmigt und trat am 1. Januar 2010 in Kraft.
Nach Umsetzung der Vereinigungsvereinbarung der bisher selbstständigen Stadt Oebisfelde wurden Oebisfelde, Bergfriede, Breitenrode, Buchhorst, Gehrendorf, Lockstedt, Niendorf, Wassensdorf und Weddendorf Ortsteile der neuen Stadt Oebisfelde-Weferlingen. Für die eingeflossene Gemeinde wurde die Ortschaftsverfassung nach den §§ 86 ff. Gemeindeordnung Sachsen-Anhalt eingeführt. Die aufgenommene Gemeinde Oebisfelde und künftigen Ortsteile Oebisfelde, Bergfriede, Breitenrode, Buchhorst, Gehrendorf, Lockstedt, Niendorf, Wassensdorf und Weddendorf wurden zur Ortschaft Oebisfelde der neuen Stadt Oebisfelde-Weferlingen. In der eingeflossenen Gemeinde und nunmehrigen Ortschaft wurde ein Ortschaftsrat mit 20 Mitgliedern einschließlich Ortsbürgermeister gebildet.

### Eisenbahnstandort

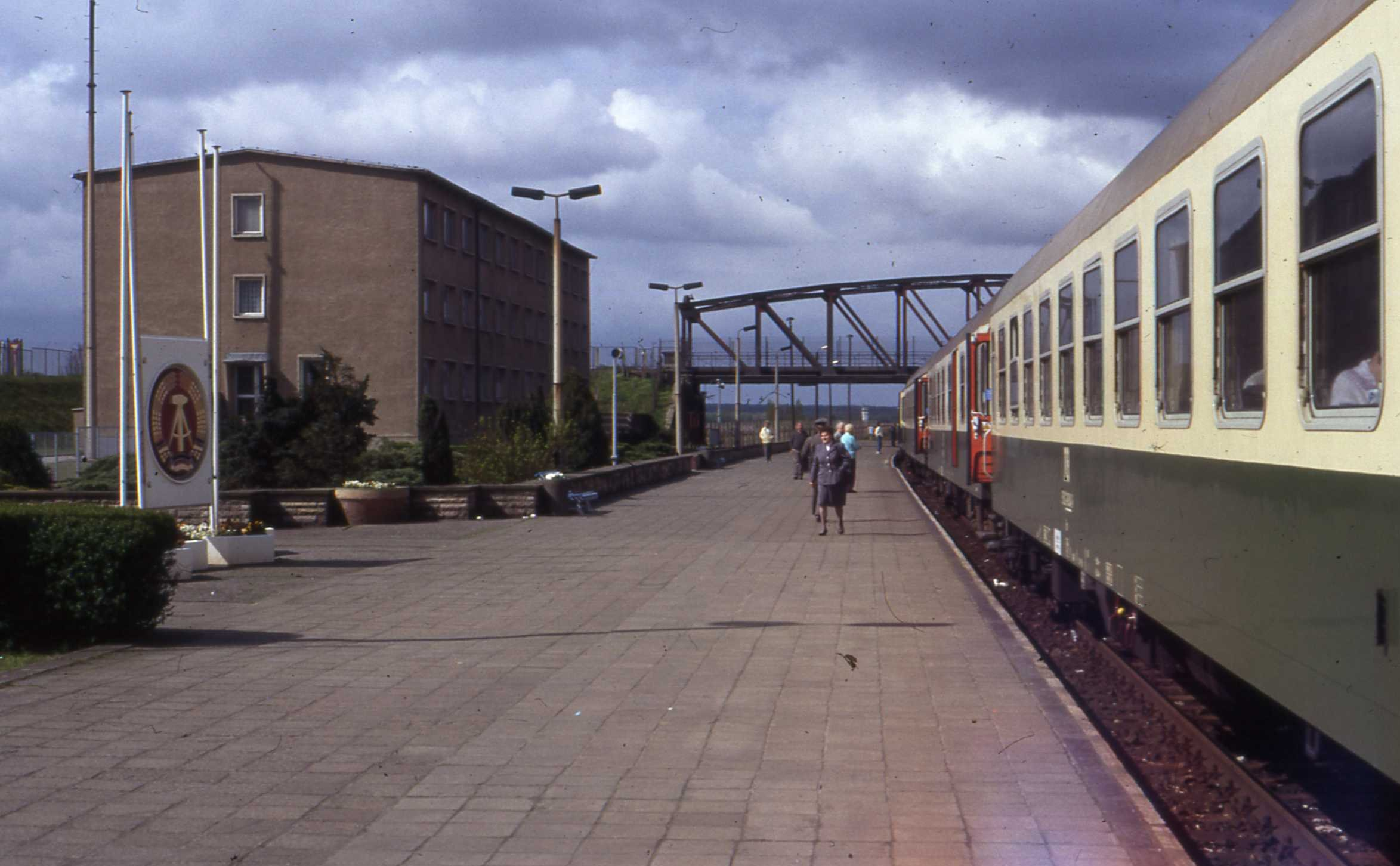
Bahnsteig in Oebisfelde (1990)

Mit dem Aufkommen der Eisenbahn in der zweiten Hälfte des 19. Jahrhunderts wuchs die Bedeutung Oebisfeldes, da es zum Bahnknotenpunkt wurde. Bis 1945 führten sieben Strecken vom Bahnhof Oebisfelde: die Lehrter Bahn nach Wolfsburg und Hannover, die Bahnstrecke Wittingen–Oebisfelde nach Wittingen, die Bahnstrecke Salzwedel–Oebisfelde nach Salzwedel, die Lehrter Bahn nach Stendal und Berlin, die Bahnstrecke Oebisfelde–Magdeburg nach (Neu-)Haldensleben und Magdeburg, die Bahnstrecke Helmstedt–Oebisfelde und die Bahnstrecke Schandelah–Oebisfelde.
Gegen Ende des Zweiten Weltkrieges wurde ein Güterzug mit Häftlingen des KZ Neuengamme drei Tage lang auf einem Nebengleis des Bahnhofes Buchhorst abgestellt. In dieser Zeit verstarben mindestens 53 der Todgeweihten; sie wurden zunächst im Wald verscharrt, bevor sie in Einzelgräbern auf einem Ehrenfriedhof begraben wurden.
Nach dem Ende des Zweiten Weltkrieges wurden drei der vier grenzüberschreitenden Strecken stillgelegt. Die Lehrter Bahn in Richtung Westen blieb für Interzonenzüge geöffnet, und Oebisfelde wurde zum Grenzbahnhof mit umfangreichem Personal.
Am 27. Juli 1991 kam es im Bahnhof Oebisfelde zu einem Zugunglück, als der Schnellzug Dresden–Köln mit einem Güterzug kollidierte, bei dem 3 Bahnangehörige starben und 21 Reisende verletzt wurden. Seit September 2002 ist die Strecke nach Salzwedel stillgelegt, so dass noch drei Strecken von Oebisfelde ausgehen.

### Einstige Sendeanlage für Kurzwelle
Im Sommer 1938 wurde in der Nähe von Oebisfelde mit dem Aufbau der Funksendestelle Oebisfelde für Kurzwellenrundfunk begonnen, die 1942 in Betrieb ging. Die Sendegeräte waren in verbunkerten Bauten untergebracht. Nach dem Zweiten Weltkrieg wurden Einwohner Oebisfeldes von den Besatzungstruppen der Sowjetunion zur Demontage abkommandiert und die Sendegebäude gesprengt. Heute sind von der Anlage nur noch die Brunnenanlagen für die Gewinnung des Kühlwassers für die Wasserkühlung der Sender, das Pumpenhaus und das Postdienstwohnhaus erhalten. Auch das Umspannwerk für die Stromübergabe zur Versorgung der Station ist noch teilweise in Betrieb.
Von den anderen Anlagenbestandteilen existieren nur noch einige überwachsene Trümmer.

### Einwohnerentwicklung
| Jahr      | 1875 | 1880 | 1910 | 1925 | 1933 | 1939 | 2006 | 2011 |
| --------- | ---- | ---- | ---- | ---- | ---- | ---- | ---- | ---- |
| Einwohner | 1956 | 2012 | 2223 | 4629 | 4870 | 5286 | 7295 | 7011 |

## Religion

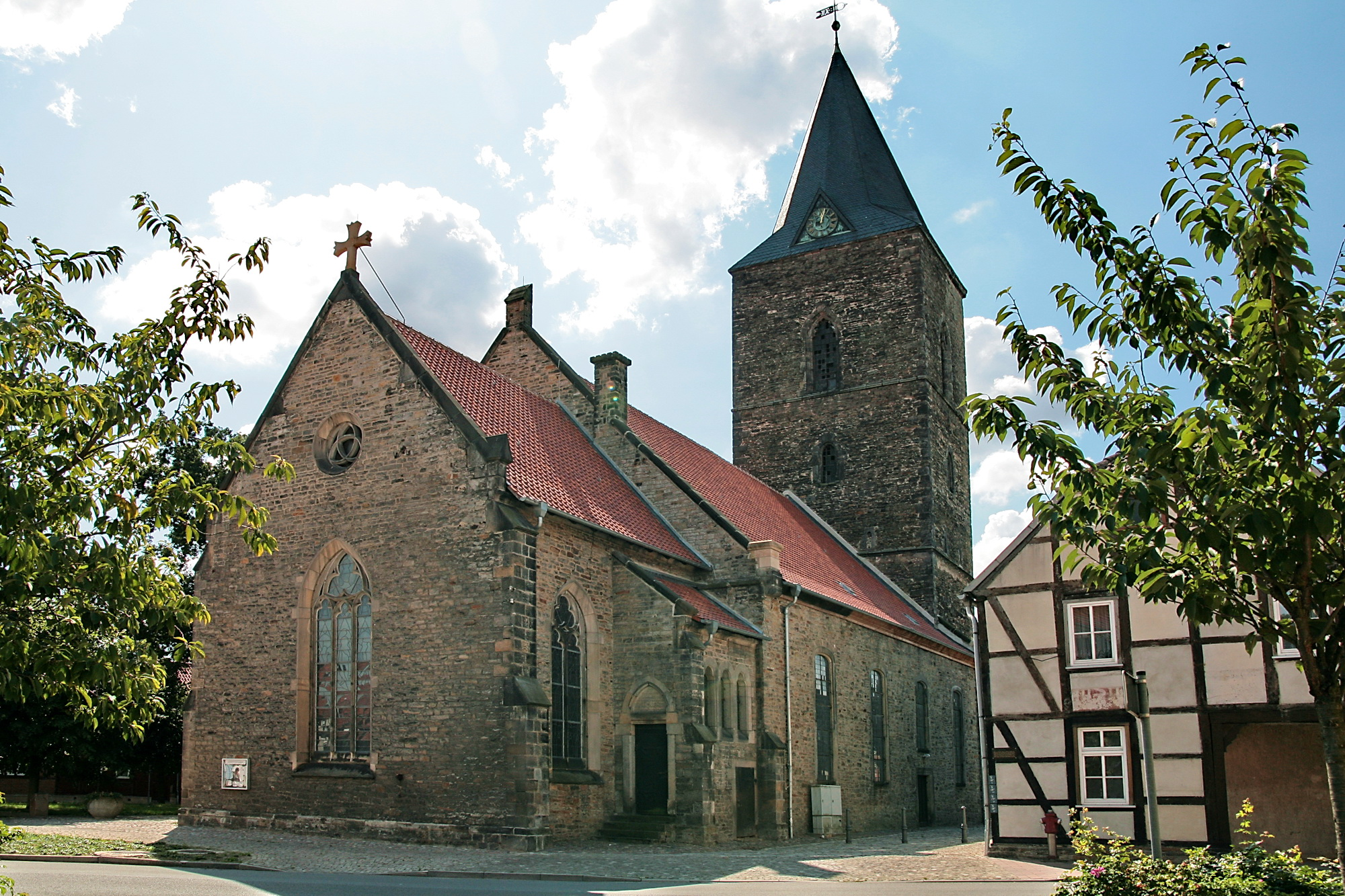
St.-Katharinen-Kirche

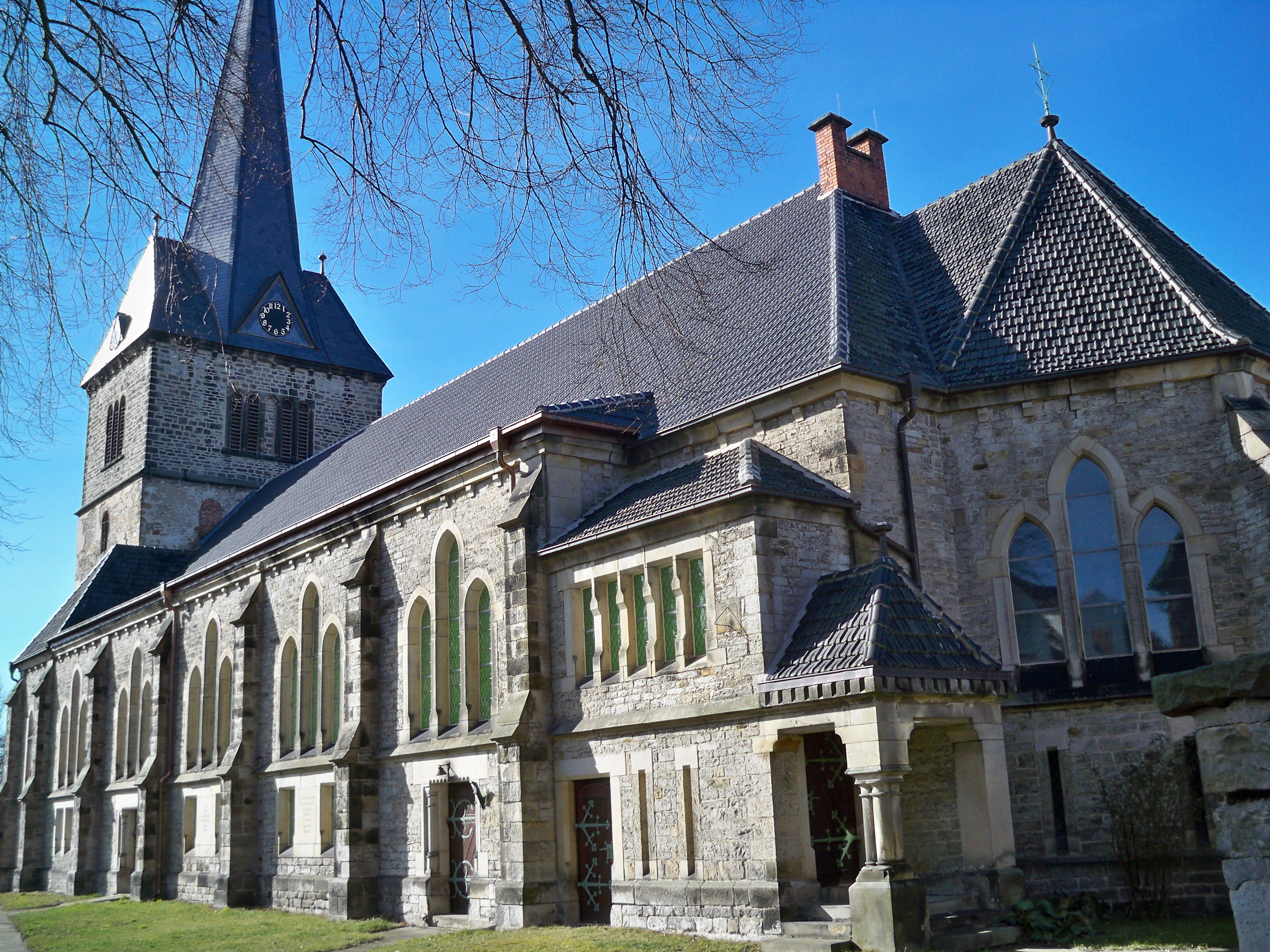
Nicolaikirche

In Oebisfelde sind vier Religionsgemeinschaften vertreten:
Die evangelisch-lutherische St.-Katharinen-Kirche ist romanischen Ursprungs und wurde später erweitert. Ihre Kirchengemeinde gehört zum Kirchenkreis Salzwedel der Evangelischen Kirche in Mitteldeutschland. Die zweite evangelische Kirche in Oebisfelde, die 1896 von Conrad Wilhelm Hase erbaute neuromanische Nicolaikirche, wurde bis 1977 von der Kirchengemeinde genutzt. Auf Grund mangelnder Möglichkeiten der Kirchengemeinde zur Zeit der DDR, zwei Kirchen baulich zu unterhalten, und der gesunkenen Zahl der Gemeindemitglieder wurde sie entwidmet. Sie wurde inzwischen renoviert und wird heute für kulturelle Veranstaltungen genutzt, ein 1999 gegründeter Förderverein unterstützt ihren Erhalt.
Die katholische Herz-Jesu-Kirche befindet sich an der Bahnhofstraße (während der DDR-Zeit in Karl-Marx-Straße umbenannt), sie wurde 1906/07 errichtet und gehört heute zur Pfarrei „St. Hildegard“ mit Sitz in Gardelegen. Ihre Turmspitze musste in der DDR-Zeit wegen Bauschäden abgetragen werden und wurde bis heute nicht wieder errichtet.
Die Evangelisch-Freikirchliche Gemeinde Oebisfelde (Baptisten) trifft sich in einem Gemeinderaum an der Schillerstraße.
Die neuapostolische Gemeinde Oebisfelde verfügt über eine 2008/09 erbaute Kirche an der Stendaler Straße. Zuvor bestand bereits seit 1925 eine neuapostolische Kirche in Oebisfelde, etwa 100 Meter von der heutigen Kirche entfernt. Bereits 1923 wurde eine neuapostolische Gemeinde in Oebisfelde erwähnt.

## Politik
Die ehrenamtliche Bürgermeisterin Silke Wolf (Die Linke) war vom 30. März 2008 bis zum 31. Dezember 2009 im Amt. Sie wurde zur ersten hauptamtlichen Bürgermeisterin der neuen Stadt Oebisfelde-Weferlingen gewählt und war vom 1. Januar 2010 bis Januar 2017 in diesem Amt.
Die Ortsbürgermeisterin ist Bogumila Jacksch (UWG).

### Ortschaftsrat
Laut der letzten Kommunalwahl am 7. Juni 2009 hatte der Stadtrat 20 Mitglieder. Aufgrund der Stadtgründung von Oebisfelde-Weferlingen wurde der Stadtrat automatisch zum Ortschaftsrat. Die Wahlbeteiligung lag bei 34,8 %. Die Wahl brachte folgendes Ergebnis:
|  | SPD            | 6 Sitze | (27,5 %) |
|  | CDU            | 5 Sitze | (25,8 %) |
|  | Wählergruppen  | 4 Sitze | (21,8 %) |
|  | Die Linke      | 4 Sitze | (21,5 %) |
|  | Einzelbewerber | 1 Sitz0 | (3,4 %)  |

2014 wurde ein Ortschaftsrat mit 13 Mitgliedern gewählt, zwei Sitze blieben unbesetzt. Daneben gehört die Ortsbürgermeisterin als Vorsitzende dem Ortschaftsrat an.

### Bürgermeister der ehemaligen Stadt Oebisfelde
| - 1424 Katte - 1464 Georg Teggen - 1510 Andreas Becker - 1564 Hans Teggen - 1611 Christian Bennecke - 1634–1676 Bertrend Holste - 1676–1682 Andreas Heinecke - 1682–1686 Johann Ernst Rudolphie (kommissarisch) - 1686–1707 Johann Viktor Meine - 1707–1708 Johann Ernst Rudolphie - 1718–1719 Georg Gebhard Kove - 1721–1735 Johann Heinrich Bandau - 1735–1739 Daniel Dietrich Sencking - 1740–1756 Johann Friedrich Mylter - 1756–1759 Christian Mathias Natan - 1759–1766 Johann Christoph Klingebeil | - 1766–1785 August Christian Rausche - 1785–1787 Justizmann Hoffmann (kommissarisch) - 1787–1791 G. Fr. N. Döring - 1791–1831 Friedrich August Schuppe (zeitweise als „Kanton-Maire“) - 1831–1833 Friedrich Stolze (kommissarisch) - 1833–1843 Karl Anton Ziese - 1844–1856 Gottfried List - 1857–1866 Karl Rudolph Wesche - 1866–1868 Heinrich Schmerschneider (kommissarisch) - 1868–1874 Gottfried Wilke - 1875–1887 August Lehrmann - 1887–1916 Theodor Müller - 1917–1920 Max Ganschow - 1921–1922 Paul Hart - 1922–1924 Heinrich Willert | - 1924–1936 Karl Klapproth - 1937–1940 Emil Diesener - 1940–1945 Otto Dinges - 1945 Theodor Gude (kommissarisch) - 1945–1947 Albert Franken - 1948–1950 Otto Koch - 1950–1952 Walter Hermann - 1952 Anna Bobowski - 1952–1953 Anton Wydra (kommissarisch) - 1953–1961 Leo Sommer - 1961–1978 Horst Herpel - 1979–1981 Detlef Küllmei - 1981–1990 Steffen Wetterling - 1990–1993 Rüdiger Barth - 1993–2008 Hans-Jochen Giffey - 2008–2009 Silke Wolf |

### Ortsbürgermeister von Oebisfelde
- 2010–2014: Sven Groneberg
- seit 2014: Bogumila Jacksch

### Wappen
Das Wappen wurde am 6. April 2000 durch das Regierungspräsidium Magdeburg genehmigt.
Blasonierung: „In Grün eine halb rechts gewendete hersehende silberne Eule mit schwarzer Haube und schwarzen Flügel, auf der Brust einen silbernen Schild, darin zwei schwarze Rauten balkenweise.“
Die Farben der ehemaligen Stadt sind Weiß-Grün.
Das Wappen wurde von der Magdeburger Heraldikerin Erika Fiedler neu gezeichnet.

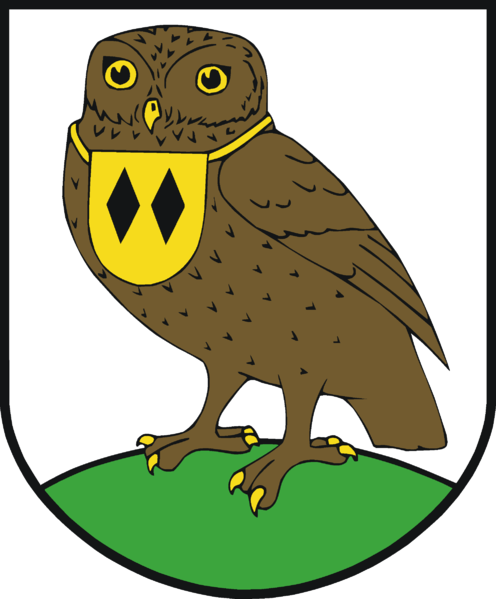
Wappen von Oebisfelde bis 2000

### Historisches Wappen
Blasonierung: „In Silber auf grünem Boden ein natürliches Käuzchen mit um die Brust gehängtem goldenem Schild, darin zwei schwarze Rauten balkenweise.“
Das Wappen wurde im Zusammenhang mit der Stadterhebung durch den Grundherrn Gunter von Oberg verliehen. Das Käuzchen galt als Symbol der Wachsamkeit, der Brustschild mit den Rauten ist das Familienwappen der Herren von Oberg.

### Städtepartnerschaft
Eine Städtepartnerschaft besteht zum polnischen Lidzbark (Lautenburg).

## Kultur und Sehenswürdigkeiten

### Bauwerke
- Innenstadt mit Roland

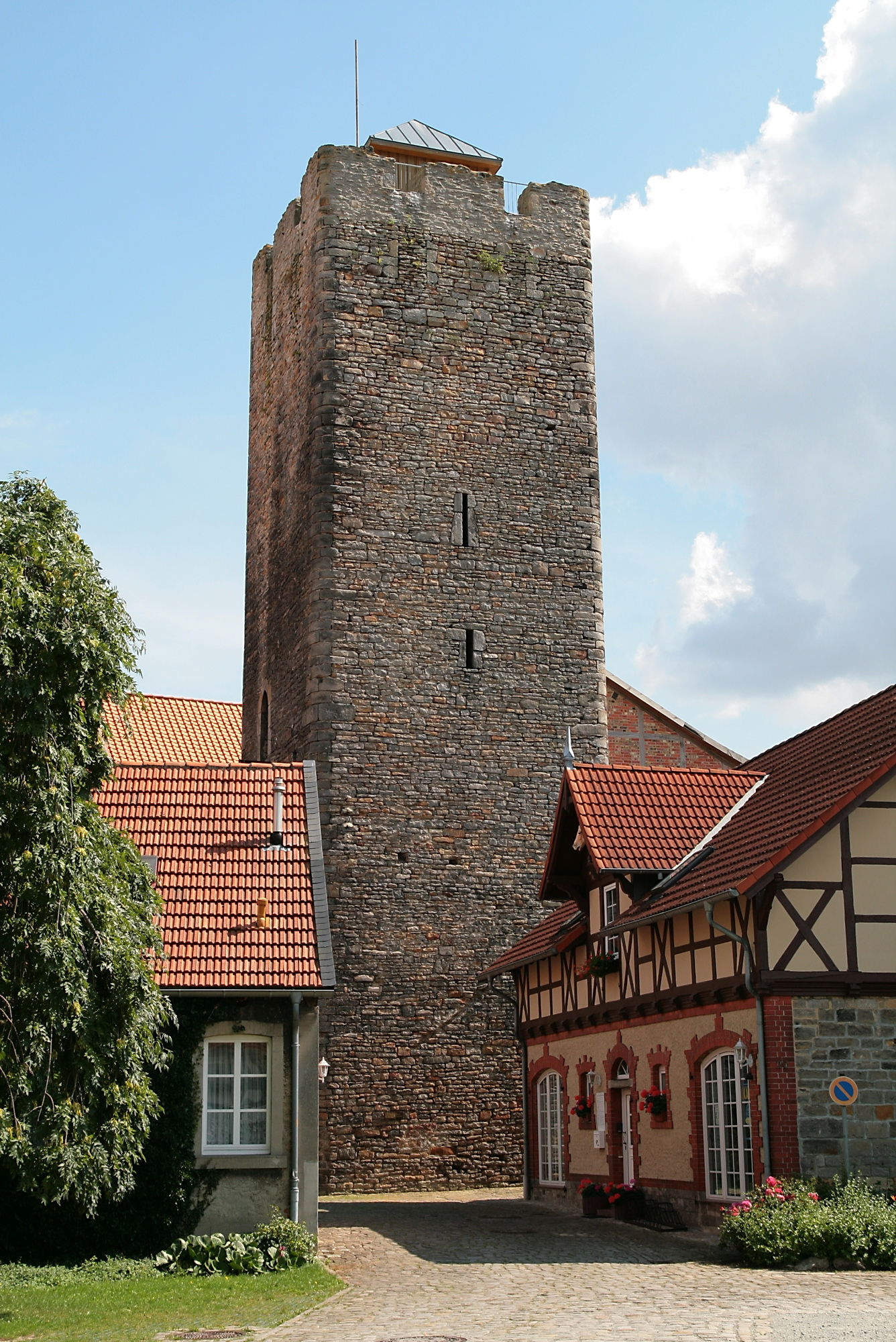
Turm der Burg Oebisfelde

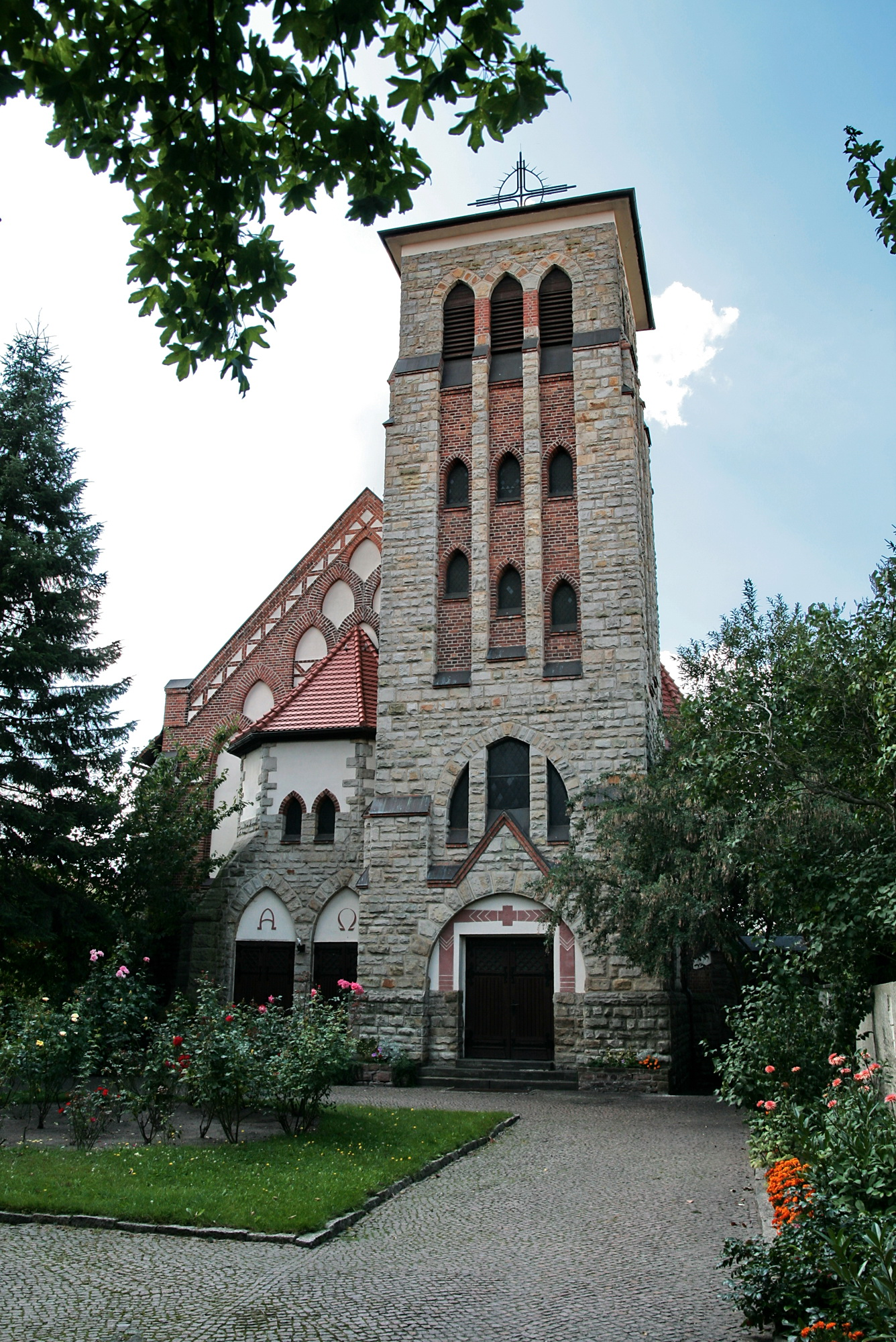
Herz-Jesu-Kirche

- Burg Oebisfelde (Sumpfburg) mit Burg- und Heimatmuseum
- Stadtbefestigung Oebisfelde
- Naturpark Drömling
- St.-Katharinen-Kirche (romanischen Ursprungs)
- Nicolaikirche (neuromanisch)
- Herz-Jesu-Kirche (1906/07 nach Plänen von Maximilian Jagielski erbaut)
- Hotel am Markt

### Kunst im Stadtbild
- Graffitikunst im Bahnhofstunnel von Michael Täger[13]

### Gedenkstätten
Auf dem Ortsfriedhof befinden sich die Grabstätten zweier namentlich bekannter Frauen und eines Mannes aus Polen sowie zweier unbekannter sowjetischer Personen, die während des Zweiten Weltkrieges nach Deutschland verschleppt und Opfer von Zwangsarbeit wurden.

### Sport
Größter Sportverein ist der SV Oebisfelde 1895 (früher Lok Oebisfelde, eigentlich Lokomotive Oebisfelde), der vor allem im Handball erfolgreich ist. Der Fußballverein 1. FC Oebisfelde spaltete sich 2010 vom SV ab.

## Wirtschaft und Infrastruktur

### Unternehmen
In Oebisfelde gibt es zahlreiche Handwerks- und Einzelhandelsbetriebe. 2003 wurde von der Maharishi-Organisation in einer ehemaligen Kaserne der Grenztruppen ein Seminarhotel mit Meditationsmöglichkeit namens „Friedenspalast Oebisfelde“ eröffnet.

### Verkehr

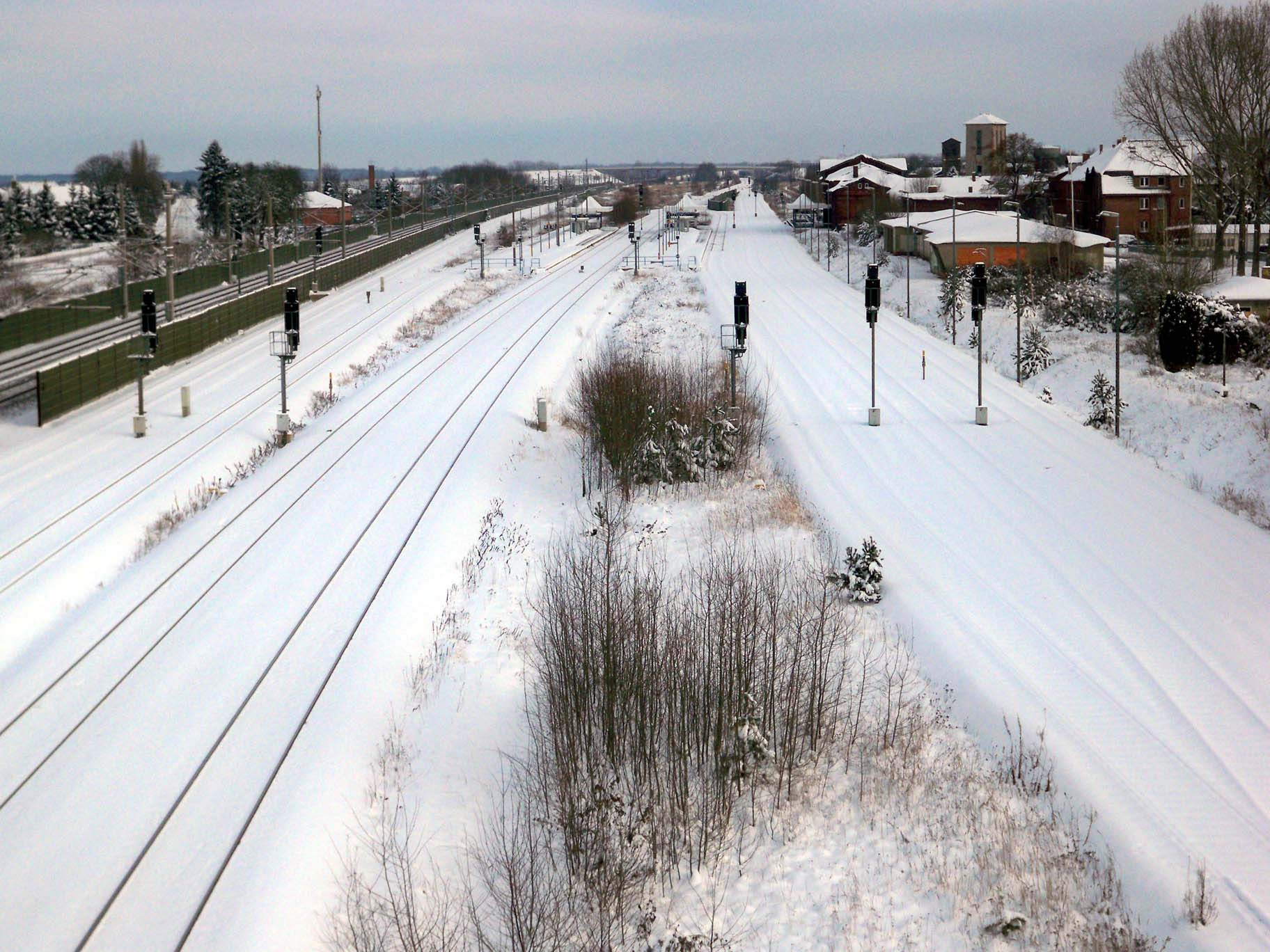
Bahnhof im Winter

Durch den Ort verläuft die Schnellfahrstrecke Hannover–Berlin. Die Züge der Schnellfahrstrecke passieren Oebisfelde mit hoher Geschwindigkeit. Der Bahnhof Oebisfelde liegt an der Berlin-Lehrter Eisenbahn und der Bahnstrecke Oebisfelde–Magdeburg sowie an den abgebauten Bahnstrecken Oebisfelde–Salzwedel, Helmstedt–Oebisfelde, Schandelah–Oebisfelde und Wittingen–Oebisfelde. Er wird stündlich von den Regionalbahnen in Richtung Stendal und Wolfsburg mit Alstom Coradia LINT-Zügen bedient; außerdem verkehren meist stündlich Regionalbahnen auf der Strecke Magdeburg – Haldensleben – Oebisfelde – Wolfsburg. Der nächstgelegene Fernverkehrshalt ist Wolfsburg Hbf. In Richtung Klötze – Salzwedel verkehrt seit 2002 der Landesbus 300 als Drömling-Express.
Oebisfelde liegt an der Bundesstraße 188 (Burgdorf – Wolfsburg – Oebisfelde – Stendal – Rathenow). Seit 2011 verläuft die Bundesstraße 188 als Umgehungsstraße nördlich des Ortskerns. Zuvor verlief sie, über Büstedt kommend, durch den Ortskern von Oebisfelde in Richtung Weddendorf. Die Landesstraße 22 führt in nordöstlicher Richtung über Wassensdorf bis zur Landesstraße 20 hinter Kusey, und in südlicher Richtung bis zur Landesgrenze nach Niedersachsen vor Büstedt. Die Landesstraße 24 führt in nördlicher Richtung über Breitenrode bis zur Landesgrenze nach Niedersachsen vor Grafhorst, und in südöstlicher Richtung über Bösdorf, Calvörde, Haldensleben, Oschersleben (Bode) bis nach Halberstadt, wo sie an der Bundesstraße 81 endet. In östlicher Richtung führt die Stendaler Straße auf der ehemaligen Trasse der Bundesstraße 188 nach Weddendorf.
An der Anlegestelle Bergfriede besteht ein Zugang zum Mittellandkanal.

## Persönlichkeiten

### Söhne und Töchter der Stadt
- August Stisser (1671–1741), lutherischer Theologe
- August List (1824–1890), Reichstagsabgeordneter
- Hermann Finzenhagen (1825–1914), Organist, Dirigent und Komponist
- Bruno Radwitz (1895–1953), Jurist und Oberbürgermeister von Naumburg
- Wilhelm Siegmann (1898–1969), SS-Hauptsturmführer und KZ-Wächter
- Ernst Böse (1901–1962), Abgeordneter im Landtag von Anhalt, Lehrer an der Hamburger Polizeischule
- Ernst Fricke (1912–1983), Politiker (SPD)
- Herbert Stass (1919–1999), Schauspieler und Synchronsprecher
- Gerd Brüdern (1920–1968), Schauspieler und Regisseur
- Erika Binz-Blanke (* 1933), Grafikdesignerin, Illustratorin, Ausstellungsdesignerin, Medailleurin und Münzgestalterin
- Paul Held (1933–1979), Chemiker
- Robert Gordian (1938–2017), Schriftsteller
- Manfred Richard Böttcher (1939–2008), Maler und Grafiker
- Ulrich Stockmann (* 1951), Politiker (SPD), Abgeordneter des Europäischen Parlaments
- Margit Müller (* 1952), Hockey-Weltmeisterin
- Lutz Glandien (* 1954), Komponist
- Axel Wittke (* 1960), Fußballspieler

### Personen, die in dieser Stadt gewirkt haben
- Lorenz Jaeger (1892–1975), Erzbischof von Paderborn, war von 1922 bis 1926 als Pfarrvikar in Oebisfelde tätig